# Klarskov
Klarskov – miasto w Danii, w regionie Zelandia, w gminie Vordingborg.